# امیر کوستوریتسا
امیر کوستوریتسا (به صِربی: Емир Кустурица) (متولد ۲۴ نوامبر ۱۹۵۴ در سارایوو) فیلم‌ساز، بازیگر و موسیقی‌دان صرب است.
او تا کنون ۸ فیلم بلند ساخته و در میان جوایزش می‌توان به نخل طلای کن برای دو فیلم وقتی بابا رفته بود مأموریت  و زیرزمین و خرس نقره‌ای برلین برای فیلم رؤیای آریزونا اشاره کرد،  وی همچنین عضو آکادمی علوم و هنر صربستان است.
کوستوریتسا در مستندی به نام مارادونا به روایت کوستوریتسا به زندگی دیگو مارادونا ستاره قدیمی تیم ملی فوتبال آرژانتین می‌پردازد.

## کودکی
وی تنها فرزند یک خانواده سکولار مسلمان است که در شهر سارایوو پایتخت کشور جمهوری فدرال سوسیالیستی یوگسلاوی که بعد از فروپاشی به بوسنی و هرزگوین تغییر کرد متولد شد. پدرش روزنامه‌نگار و مادرش منشی دادگاه بود به خاطر روابط دوستانه پدرش با Hajrudin Krvavac فیلم‌ساز مشهور یوگوسلاو توانست در سن ۱۷ سالگی نقش کوچکی در فیلم Walter Defends Sarajevo بدست بیاورد.

## آغاز به کار
در سال ۱۹۷۸ در رشته فیلم‌سازی از آکادمی هنرهای نمایشی پراگ فارغ‌التحصیل شد. در ابتدا فیلم‌های کوتاهی برای تلویزیون یوگسلاوی می‌ساخت اما اولین فیلم خود را در سال ۱۹۸۱ به نام دالی بل را یادت می‌آید؟ ساخت که در همان سال برنده شیر طلای جشنواره فیلم ونیز برای بهترین فیلم اول شد در سال ۱۹۸۱ به وی پیشنهاد همکاری با آکادمی هنرهای تجسمی داده شد که این همکاری تا سال ۱۹۸۸ ادامه داشت.
دومین فیلم او وقتی بابا رفته بود مأموریت در سال ۱۹۸۵ ساخته شد که توانست جایزه نخل طلای جشنواره فیلم کن را برای او به ارمغان آورد. این فیلم همچنین در سال ۱۹۸۶ نامزد دریافت اسکار بهترین فیلم خارجی شد. قابل ذکر است فیلم نامه هر دو فیلم دالی بل را یادت می‌آید؟ و وقتی بابا رفته بود مأموریت را خود امیر کوستوریتسا نوشته است. در سال ۱۹۸۹ از او برای ساخت فیلم دوران کولی‌ها بسیار تقدیر شد، فیلمی که دربارهٔ فرهنگ و استثمار جوانان کولی بود. همچنین در سال ۱۹۸۹ او عضو هیئت داوران شانزدهمین دوره جشنواره بین‌المللی فیلم مسکو بود.

## فیلم‌شناسی
- دالی بل را یادت می‌آید؟ (۱۹۸۱)
- وقتی بابا رفته بود مأموریت (۱۹۸۵)
- عصر کولی‌ها (۱۹۸۸)
- رؤیای آریزونا (۱۹۹۳)
- زیرزمین (۱۹۹۵)
- گربه سیاه، گربه سفید (۱۹۹۸)
- داستان‌های سوپر ۸ (۲۰۰۱)
- زندگی معجزه است (۲۰۰۴)
- این را به من قول بده (۲۰۰۷)
- مارادونا به روایت کوستوریتسا (۲۰۰۸)
- وداع (۲۰۰۹)
- کلماتی با خدایان (۲۰۱۴)
- روی راه شیری (۲۰۱۶)